# Katrine Tjølsen
Katrine Tjølsen (* 28. Januar 1993 in Bergen) ist eine norwegische Schachspielerin.

## Leben
Nach Abschluss eines Norges Toppidrettsgymnas war Tjølsen Schülerin der Escola Americana do Rio de Janeiro. Anschließend absolvierte Tjølsen am Massachusetts Institute of Technology ein Informatikstudium, das sie mit dem Bachelor und dem Master abschloss.
Ihr Verein ist der Bergens Schakklub. Trainiert wurde sie dort als Kind von Kjetil Stokke.
Für die Rätselbücher des Historikers Hans Olav Lahlum schreibt sie die Wissenschaftsartikel.

## Erfolge
Im April 2006 gewann sie das Otto Ibenfeldt Memorial, ein Elo-Turnier in Gausdal. 2007 gewann sie die norwegische U16-Jugendmeisterschaft. Im April 2008 gewann sie in Oslo die nordische U20-Meisterschaft der weiblichen Jugend. Den Titel konnte sie ein Jahr später in Stockholm verteidigen. Die norwegische U20-Meisterschaft gewann sie im Juli 2010 in Fredrikstad. Einen Monat später gewann sie die Meisterschaft im Schnellschach des Bundesstaates Rio de Janeiro.
Den Titel Internationaler Meister der Frauen (WIM) trägt sie seit Januar 2010. Die Normen hierfür erzielte sie beim 22. Internationalen Open in Benidorm im Mai 2009, beim Arctic Chess Challenge in Tromsø im August 2009, bei dem sie unter anderem gegen Heikki Westerinen gewann, sowie bei der Juniorinnenweltmeisterschaft im November 2009 im argentinischen Puerto Madryn. Im Februar 2015 lag sie auf dem vierten Platz der norwegischen Elo-Rangliste der Frauen.

## Nationalmannschaft
Für die norwegische Frauennationalmannschaft nahm sie an den Schacholympiaden 2008 in Dresden am vierten und 2010 in Chanty-Mansijsk am Spitzenbrett teil.

## Vereine
In der norwegischen Eliteserien spielte Tjølsen von 2007 bis 2010 für den Bergens Schakklub. In der britischen Four Nations Chess League (4NCL) spielte sie in der Saison 2009/10 für die zweite Mannschaft von Wood Green Hilsmark Kingfisher.